# تپه قزلار قلعه‌سی
تپه قزلار قلعه سی مربوط به دوران‌های تاریخی پس از اسلام است و در شهرستان بوئین‌زهرا، بخش آوج، روستای لجام گیر واقع شده و این اثر در تاریخ ۲۵ اسفند ۱۳۸۰ با شمارهٔ ثبت ۵۰۰۹ به‌عنوان یکی از آثار ملی ایران به ثبت رسیده است.